# Північна Пог'янмаа
Північна Пог'янмаа (фін. Pohjois-Pohjanmaa) або шведською Північна Остроботнія (швед. Norra Österbotten) — провінція на півночі Фінляндії.

## Географія
Розташована в північній частині історичної провінції Остроботнія (Пог'янмаа). На півночі межує з Лапландією, на півдні — з Центральною Пог'янмаа, Північною Савонією і провінцією Центральна Фінляндія, на сході — з провінцією Кайнуу і з Республікою Карелія (Росія). Площа — 37 120 км².
Найвища точка — гора Валтаваара в околицях Куусамо. Найбільша річка — Іййокі, найбільше озеро — Пюгяярві, найбільший острів — Гайлуото.

## Історія
До 2009 провінція входила в губернію Оулу. З 2010 губернії скасовано, але створено Агентство регіонального управління. Провінція увійшла в Агентство регіонального управління Північної Фінляндії.

## Населення
Чисельність населення — 380 668 осіб (2007).

## Муніципалітети

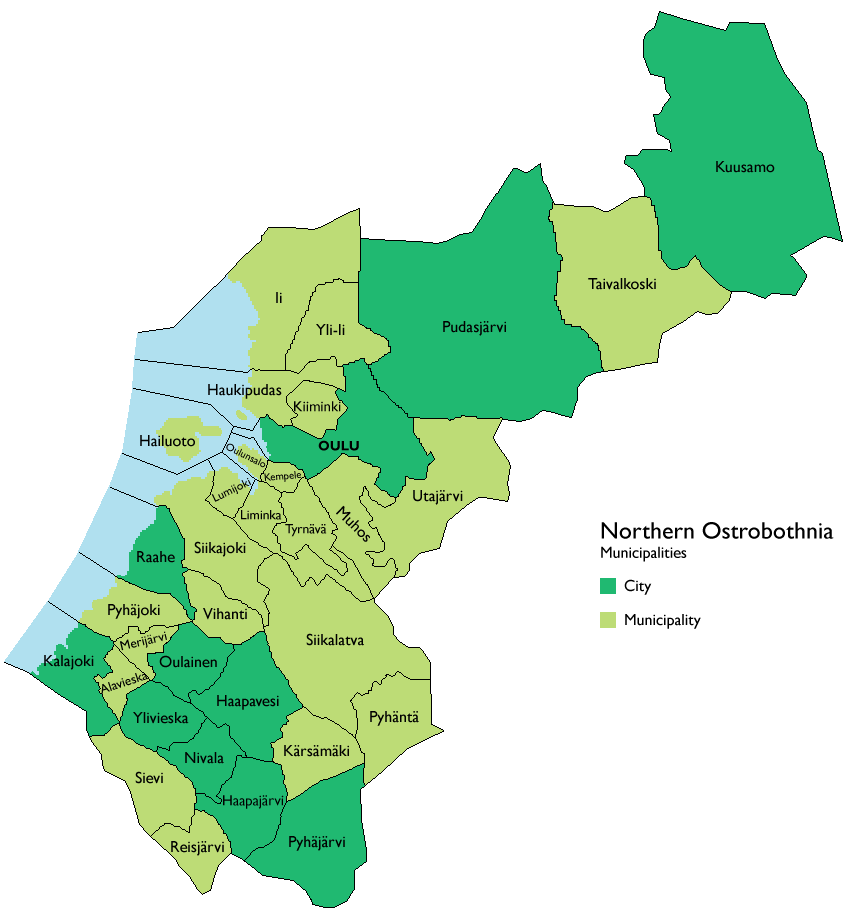

Північна Пог'янмаа складається з 34 муніципалітетів (з 1.1.2010, після об'єднання Калайокі і Гіманка), з яких 11 — міста, а 23 — сільські муніципалітети.
| - Алавіеска - Ваала - Гаапаярві - Гаапавесі - Гайлуото - Гаукіпудас - Іі - Калайокі - Кемпеле - Кіймінкі - Куусамо - Кярсямякі - Лімінка | - Лумійокі - Меріярві - Мугос - Нивала - Оулайнен - Оулу - Оулунсало - Пудас'ярві - Пюгяйокі - Пюгяярві - Пюгянтя - Рааге | - Рейс'ярві - Сіеві - Сійкайокі - Сійкалатва - Тайвалкоскі - Тюрнявя - Утаярві - Віганті - Юлі-Ій - Юлівіеска |